# Enpinanga borneensis
Enpinanga borneensis är en fjärilsart som beskrevs av Butler 1879. Enpinanga borneensis ingår i släktet Enpinanga och familjen svärmare. Inga underarter finns listade i Catalogue of Life.

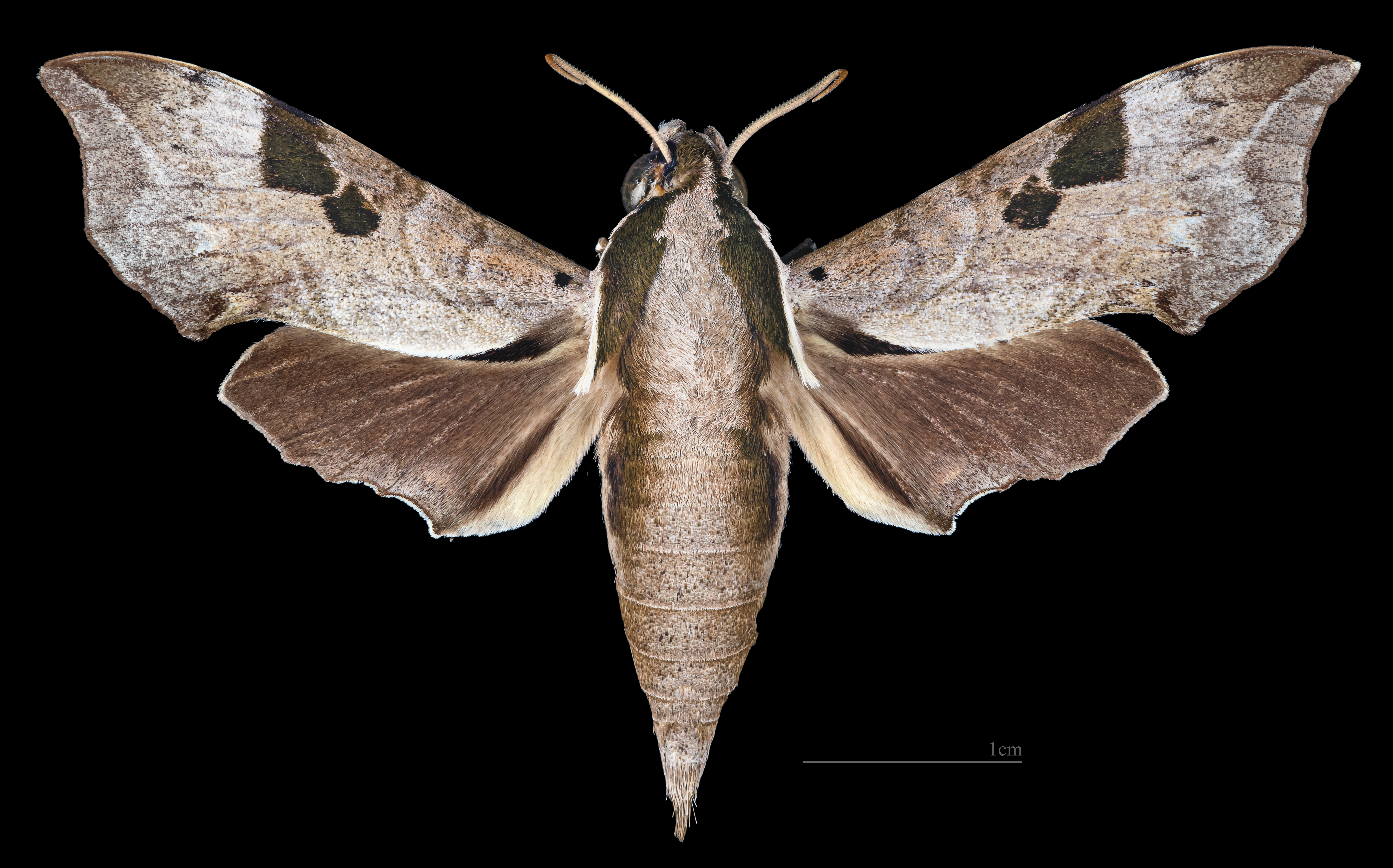
Enpinanga borneensis ♂
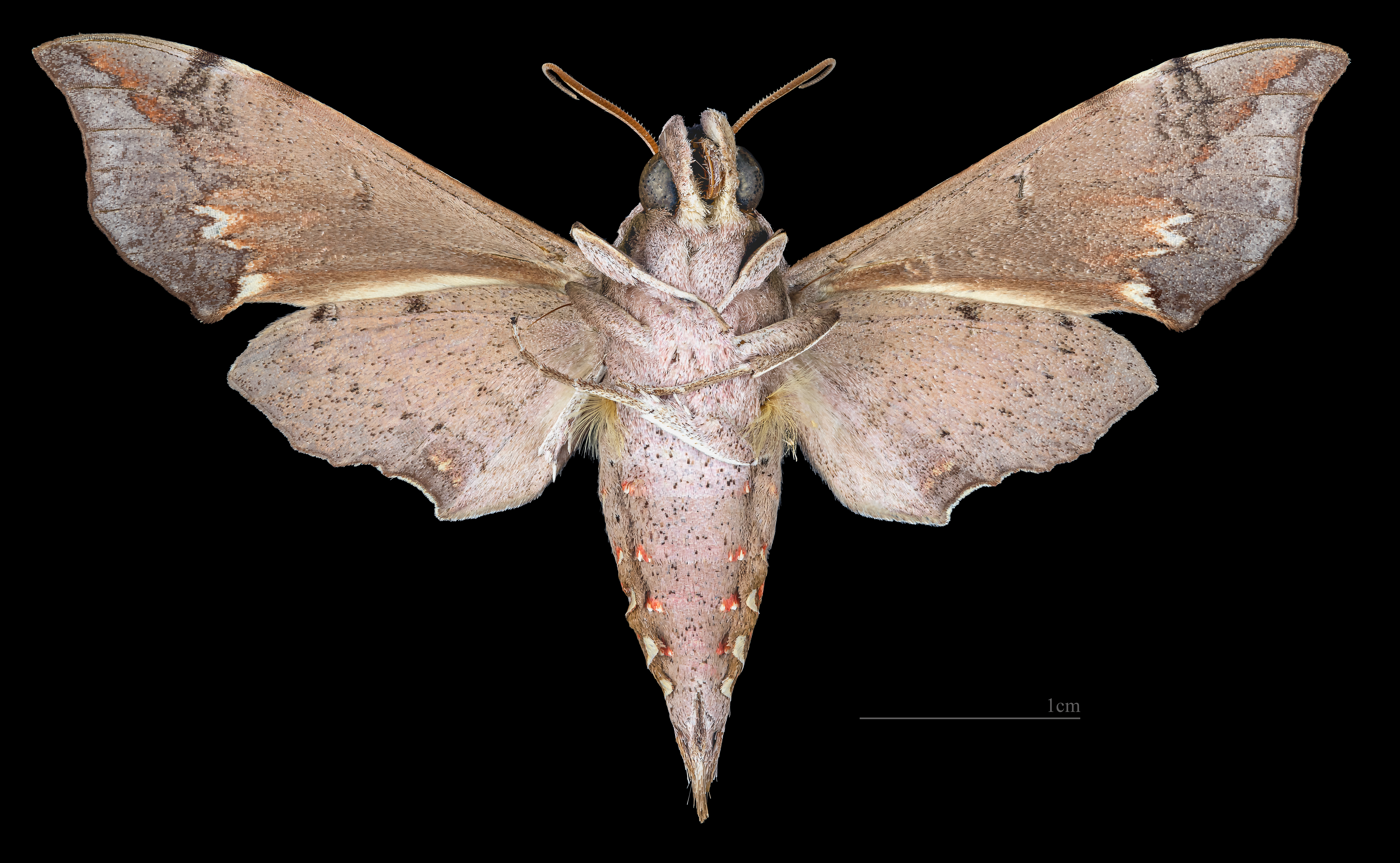
Enpinanga borneensis ♂ △